# Chaclacayo
Chaclacayo är ett av fyrtiotre distrikt som utgör provinsen Lima, beläget i departementet med samma namn, i  Peru. Det gränsar i norr och öster till Lurigancho-Chosica, i sydost till Antioquía och Huarochirí, i söder till Cieneguilla och i väster till Ate. Tillsammans med Lurigancho-Chosica är Chaclacayo den naturliga utfarten österut från Lima till centrala Peru genom landsvägen Carretera Central. År 2023 hade distriktet 46 225 invånare.

## Etimologi
Namnet Chaclacayo kommer från ett uttryck i språket aimara: chajlla, vass och kayu, fot som översätts som ”vid foten av vassen”.

## Historia
Under tiden för vicekungadömet Peru (1600–1700-talet) ingick Chaclacayo i corregimientot Buenamuerte,  med huvudkontor i det nuvarande fjärde kvarteret på avenida Los Álamos.
Det är då som de nio bondgårdarna som med tiden skulle ge upphov till distriktet Chaclacayo började bildas: Huascata, Morón, San Bartolomé, La Tuna, Tupacocha, San Damián, Santa Inés, El Juzgado och Buenamuerte, säte för stadens huvudkontor. Fram till 1930 odlades bomull och foder till boskap samt frukt. Handgjorda mattor tillverkades tack vare förekomsten av stora mängder vass som kantade flodens båda stränder.
När järnvägen Lima-Huancayo invigdes byggdes en station i Chaclacayo, som nu används för transport av varor till marknaderna i Lima.
Chaclacayo, som valdistrikt, skapades den 24 april 1940 och skildes från Ate och Lurigancho.

## Geografi
Distriktet Chaclacayo ligger på en höjd av 647 m ö.h., 27 km från Limas centrum. Det gränsar via floden Rímac i norr och öster till Lurigancho-Chosica, i söder till Cieneguilla och i väster till Ate.
Distriktet Chaclacayo ligger i dalgången till floden Rímac, en flod som rinner ner från Anderna till  Stilla havet. Två bergskedjor norr och söder om staden löper parallellt med Rímac.
Det speciella med distriktet är dess klimat, torrt och tempererat, motsatsen till centrala Lima och bara 20 kilometers bort. Det vill säga, medan det i Lima är kallt, är det varmt i Chaclacayo.
Klimatologiskt varierar Chaclacayo under höst-vintersäsongerna mellan 22 °C och 13 °C (med mulet på morgonen och med lätt dimma och från 11:00 intensivt solsken till solnedgången). Medan temperaturen på våren och sommaren varierar mellan 13 °C och 25 °C (med sol hela dagen), och ibland med temperaturer som överstiger 28 °C.

## Sevärdheter
Det centrala området i Chaclacayo har olika härbärgen och restauranger som ligger längs Carretera Central. Från centrum kan följande platser av intresse nås:
Parque Central de Chaclacayo är en central park som används för ett brett utbud av evenemang under hela året. Runt parken finns restauranger, vinbutiker, bagerier och barer. I närheten ligger också distriktets politiska och administrativa centrum.
Mercado Central de Chaclacayo är en traditionell marknad för lokala produkter, typ grönsaker, frukt och kött. Det finns också små stånd för traditionella maträtter och stånd för de populära ’’picarones’’. 
På idrottsarenan Tahuantinsuyo spelas fotboll på söndagarna. Konst- och kulturevenemang äger också rum här. De mest representativa fotbollslagen är Defensor Rímac, Papelera Atlas, och Alianza Chaclacayo. De två förstnämnda har deltagit i ’’la Segunda profesional’’.
Biblioteca Municipal de Chaclacayo är beläget i den näst största parken ("Lia Lavalle de Ledgard") i centrala Chaclacayo. Biblioteket invigdes den 18 oktober 1966.
Kyrkan Parroquia Nuestra Señora del Rosario är byggd i republikansk arkitektur, med ett klocktorn på höger sida av fasaden. På vänstra sidan, i anslutning till kyrkan, finns ett huskloster. I det bakre området finns paviljonger av modern konstruktion för undervisning i religion.
Parque San Juan är en offentlig park nära biblioteket där det finns träd, planteringar och lekplats för de minsta, inklusive för funktionshindrade. Parken är en plats för utomhusträning, promenader och jogging. Invid parken ligger också en läkarmottagning.
Poeten Arturo Corcueras hus ligger i slutet av avenyn Santa Inés, med klassisk fasad i blått och vitt.

## Bilder

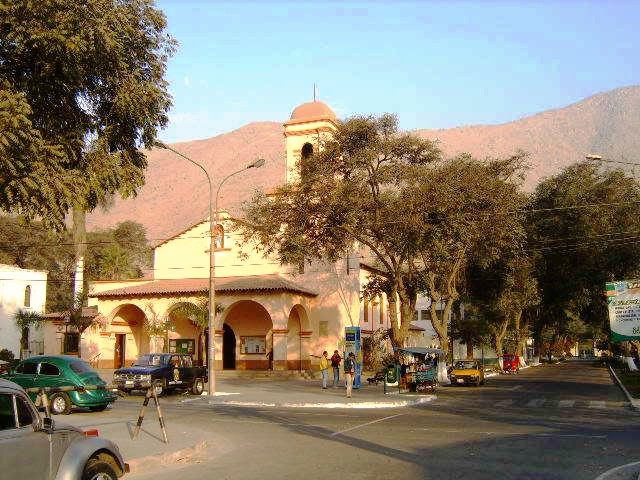
Iglesia de Nuestra Señora del Rosario
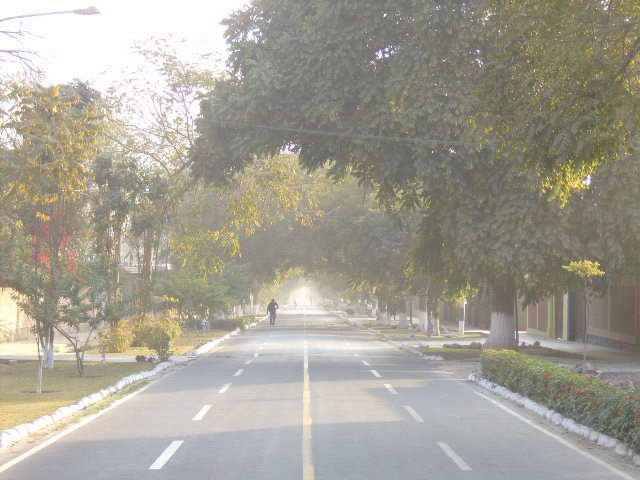
Calle del Centro Tradicional
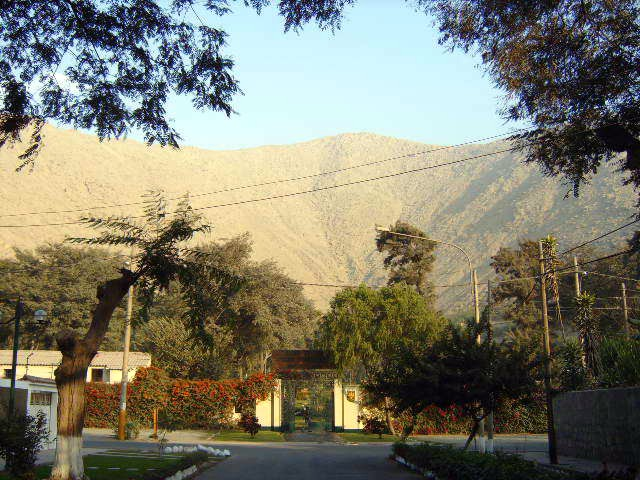
Club Terrazas
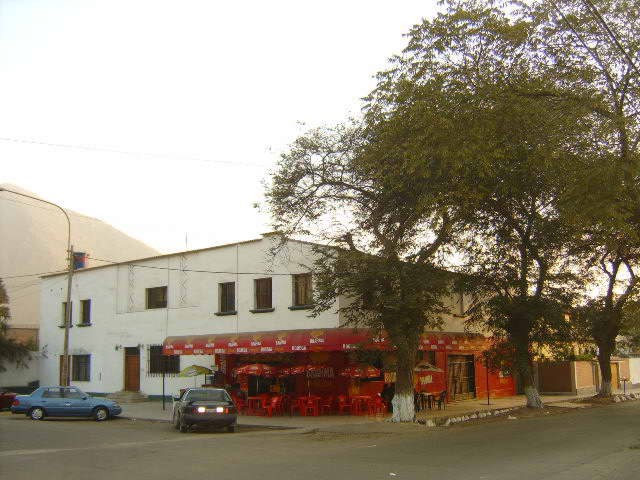
Ex-Cine
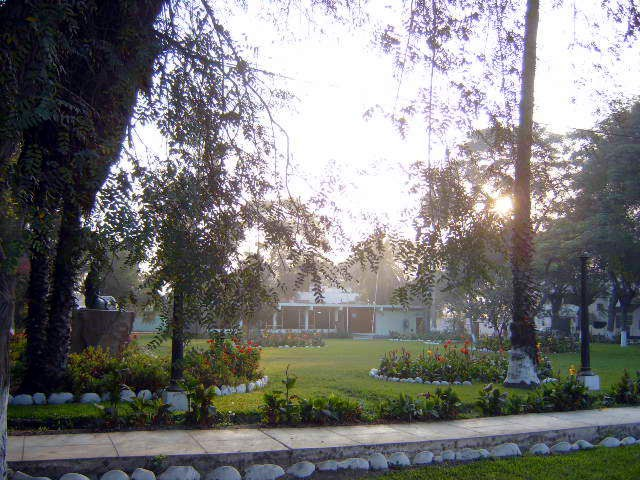
Bibliotek